# Даріба-Раджпура
Даріба-Раджпура, або Раджпура-Даріба (англ. Rajpura Dariba) — велике свинцево-цинкове колчеданне родовище в Індії в шт. Раджастхан. Відкрите на початку 1970-х років, розробляється з 1980 року.

## Характеристика
Родовище приурочене до протерозойських гнейсів та кристалічних сланців. Бокові породи — смугасті кварцити, доломітові мармури, графітові сланці. Рудні тіла — крутоспадаючі (кут 65-80о).
Головні рудні мінерали: сфалерит, ґаленіт, пірит, халькопірит. Нерудні: доломіт, кальцит, сидерит, кварц, барит, флюорит. Домішки: золото, срібло, ртуть, молібден, бісмут.
Основні запаси руд зосереджені в блоці Даріба. Рудний поклад за довжиною 550 м, глибина — 385 м. Запаси руди 25 млн т при середньому вмісті (%) Zn 5,5; Pb 1,2; Cu 1; Sb і As 0,1; Hg 0,05; Au 0,5 г/т; Ag 200 г/т.

## Технологія розробки
Родовище розробляється підземним способом, збагачення флотацією.